# Корисні копалини Таджикистану
Корисні копалини Таджикистану. 
У Таджикистані розвідано понад 350 родовищ 47 видів мінеральної сировини: нафти, газу, вугілля, руд чорних, кольорових, рідкісних і благородних металів, гірничохімічної і нерудної індустріальної сировини, різноманітних нерудних будівельних матеріалів, виробних та дорогоцінних і напівдорогоцінних каменів (лазуриту, аметиста, бірюзи) та інш. За запасами срібла, свинцю, бору Таджикистан займає провідне місце серед країн СНД. В рудах Таджикистану в промислових концентраціях є бісмут, кадмій, мідь, ґерманій, індій, ґалій, талій, телур, селен, уран та ін. корисних копалин (табл.).
Таблиця. — Основні корисні копалини Таджикистану станом на 1998-1999 рр.
| Корисні копалини               | Запаси       | Запаси   | Вміст корисного компоненту в рудах, % | Частка у світі, % |
| Корисні копалини               | Підтверджені | Загальні | Вміст корисного компоненту в рудах, % | Частка у світі, % |
| Вольфрам, тис. т               | 10           | 45       | 1 (WO3)                               | 0,4               |
| Золото, т                      | 110          | 256      | 0,85–2,9 г/т                          | 0,2               |
| Мідь, тис. т                   | 124          | 506      | 0,38 (Cu)                             |                   |
| Нафта, млн т                   | 3            |          |                                       |                   |
| Плавиковий шпат, млн т         | 0,29         | 0,36     | 35 (CaF2)                             | 0,2               |
| Природний горючий газ, млрд м³ | 9,4          |          |                                       |                   |
| Ртуть, тис. т                  |              | 2,4      | 0,04                                  | 1,8               |
| Свинець, тис. т                | 1800         | 6550     | 0,66 (Pb)                             | 1,5               |
| Срібло, т                      | 44000        | 65812    | 80 г/т                                | 8                 |
| Стибій, тис. т                 | 147          | 197      | 3,1                                   | 3,4               |
| Вугілля, млн т                 | 290          | 700      |                                       |                   |
| Цинк, тис. т                   | 4660         | 7745     | 0,6 (Zn)                              | 1,7               |

## Окремі види корисниїх копалин
Вуглеводні. Родовища нафти і газу зосереджені в Ферганській западині (Ферганська нафтогазоносна область) і Південно-Таджицькій депресії (Сурхан-Вахшська нафтогазоносна область і зокрема Бештентякське нафтогазоконденсатне родовище). Найбільші родовища Фергани пов'язані з порово-тріщинними колекторами головним чином палеогену. Промислово нафтоносні піщані горизонти з ефективною потужністю пластів 2,7-25 м залягають на глибині 500-4500 м. Поклади в основному багатопластові склепінчасті, тектонічно екрановані, розбиті численними диз'юнктивними порушеннями на блоки. Режим покладів — режим розчиненого газу. Нафта метанонафтенового складу з густиною до 920 кг/м³ і вмістом S 0,4-1,05%. Газові родовища знаходяться в пісковиках і вапняках палеогену і крейди на глибині 1500-4000 м. Сумарна потужність колекторів 28-35 м. Попутний газ нафтових родовищ і вільний газових — метанового складу (до 93% СН4), без сірководню. Нафтові родовища Сурхан-Вахшської області пов'язані з палеогеновими вапняками і доломітом на глибині 1000—2500 м. Потужність колекторів 4,5-22 м. Поклади пластові склепінчасті, тектонічно екрановані, частина з них з газовою шапкою. Нафта важка з густиною до 976 кг/м³, в'язка, сильно сірчиста (S до 6,9%). Стратиграфічний інтервал газоносності включає відклади юри, крейди і палеогену. Промислово газоносні пісковики і вапняки залягають на глибині 650-3000 м, ефективна потужність продуктивних пластів до 37 м. Розчинені і вільні гази цієї області жирні (СН4 66,6-85,6%), іноді з високим вмістом H2S (до 0,28%).
Вугілля. Таджикистан має 17 вугільних родовищ і 24 перспективних об'єкта. За даними [Mining Annual Review 2002] на 2001 рік ресурси вугілля оцінюються в 3 600 млн т. Родовища вугілля в Таджикистані зосереджені у відкладах палеозою і юри. Промисловий інтерес представляють родовища кам'яного вугілля в западинах (Ферганська, Магіан-Фарабська) і ґрабенах (Зіддінський, Фан-Ягнобський і інш.). Продуктивна товща гірських порід юри потужністю до 725 м містить близько 18 робочих пластів з максимальною товщиною 32 м і протяжністю 1,5-20 км. Вугілля енергетичне, високої якості, з теплотою згоряння до 36 МДж/кг, марки — від газових до антрацитів. Виявлено 6 родовищ із запасами понад 670 млн т. На півночі Таджикистану відоме Шурабське родовище бурого вугілля із запасами близько 142 млн т, що експлуатується з 1900. Вугілля гумусове підвищеної зольності (до 21%) з вмістом S до 1,5%.
Торф. Запаси торфу складають понад 200 млн т. Виявлено понад 50 родовищ, серед яких великі (пл. 570 км²) зосереджені в Гіссарській долині, дрібні — на Памірі. Торф невисокої якості із зольністю 60%, вмістом S 1,8%, теплотою згоряння 15,5 МДж/кг. Горючі сланці відомі в гірських породах палеогену Південно-Західного Таджикистану. Родовища представлені малопотужними прошарками і лінзами горючих сланців з високою зольністю (84%), низьким виходом дьогтю (4,5%), низькою теплотою згоряння (6,4 МДж/кг). Прогнозні ресурси 216 млн т.
Залізо. Родовища залізняку виявлені в Карамазарі і на Памірі. Найбільший практичний інтерес представляють контактово-метасоматичні родовища. Скарново-магнетитові родов. пов'язані з інтрузіями гранітоїдного ряду. Середній вміст Fe досягає 39,5%, в рудах підвищені концентрації Со і Ві. Прогнозні запаси руд Карамазару і Паміру — понад 500 млн т. Запаси марганцевих руд незначні. Карбонатні руди складені манганокальцитом і родохрозитом, оксидні — псиломелан-піролюзитом.
Алюмінієві руди представлені родовищами і виявами бокситів, алунітів і нефелінових сієнітів. Боксити середньокам'яновугільного віку і пізнього тріасу та ранньої юри відомі в Центральному Таджикистані і на Памірі. Рудні тіла у вигляді гнізд, лінз і пластів містять в середньому до 30% Al2О3. Родовища алунітів в Карамазарі пов'язані з гідротермальною переробкою андезитів і андезито-дацитів і містять до 26% Al2О3. Вміст глинозему у великих сієнітових штоках становить 22%.
Бісмут. Родовища бісмутових руд поширені в Карамазарі, Центральному Таджикистані і на Памірі. Родовища представлені двома типами: скарновим (залізо-бісмутові) і гідротермальним (мідно-бісмутові з попутними Ag і Au). Рудні тіла — жили, лінзи і стовпи в екзоконтактових частинах гранітоїдних масивів і вулканогенних комплексах. Як попутний компонент Bi присутній в рудах вольфрамових, золотих і поліметалічних родовищ.
Вольфрам. Промислові родовища вольфрамових руд зосереджені в Карамазарі, Центральному Таджикистані, перспективні — на Памірі. Руди скарнові і гідротермальні. Руди містять 0,25-1% WO3 і попутно — Sn, Cu, Мо, Zn і інш.
Золото. Руди золота зосереджені у власне золоторудних і комплексних родовищах. На території Таджикистану виявлено 4 золоторудних пояси і 18 перспективних площ. Золоторудні екзогенні родовища — алювіальні четвертинні розсипи в долинах і терасах рівнинних річок (райони Дарвазу, Паміру, Зеравшану). Корінні ендогенні родовища представлені шістьма типами. Більша частина запасів пов'язана із золото-кварцовими (Карамазарська група родовищ), золото-скарновими (Центральний Таджикистан) і золото-кварц-сульфідними родовищами. Руди деяких родовищ комплексні і містять підвищені концентрації Ag, Cu, Bi. Найбільші родовища золота розташовані в Зеравшанській долині (родовища Тарор, Чоре, Джілау, Дуоба). За даними Академії Наук Таджикистану на 2001 р країна має 28 золотих полів, сумарні загальні запаси яких 430 т золота.
Срібло. Родовища срібних руд відомі в Карамазарі (Карамазарська група родовищ), Центральному Таджикистані і на Памірі. Рудні тіла — стовпи, лінзи і жили. Мінерали — арґентит, піраргірит, прустит, самородне срібло. Ag зустрічається також у вигляді ізоморфної домішки в ґаленіті, мінералах бісмуту. Родовища гідротермальні і скарнові. Срібло, як попутний елемент, має промислове значення в поліметалічних, мідно-бісмутових, вольфрамових і золотих рудах Східного Карамазару.
Мідь. Основні запаси мідних руд пов'язані з поліметалічними (Алтин-Топкан, Тарор і інш.), вольфрамовими і золоторудними родовищами, мідно-бісмутовими Карамазару (Карамазарська група родовищ), що містять 0,3-1% Cu. В районі Дарвазу є два стратиформних вияви мідистих пісковиків і конґломератів верхньої пермі, що містять 1-2% Cu.
Молібден. Молібденові руди зосереджені в скарнових родовищах гір Моголтау, в Центральному Таджикистані і на Памірі. Промисловий інтерес представляють власне молібденове родовище Південно-Янгиканське, а також молібдено-вольфрамове родовище Чорух-Дайронське.
Нікель. Виявлено 3 виходи нікелевих руд на Памірі. Руди комплексні мідно-нікелеві, вкраплені масивні і брекчієвидні піротин-віоларитового складу, крім Ni, містять Cu і Co.
Олово. Олов'яні руди різних генетичних типів відомі на Памірі (Тризубець, Зарічне) і в Центральному Таджикистані (Майхура та Тагобікульське). Найбільший інтерес представляють кварц-каситеритово-сульфідний і скарновий типи руд. Характерні станінові руди (Казнок-Мушистонське рудне поле). Крім того, каситерит — основний попутний мінерал вольфрамових руд.
Ртуть. За загальними запасами ртуті Таджикистан займає 3-є місце в Азії (після Китаю і Киргизстану, 1999). Родовища і вияви ртутних руд приурочені до Зеравшано-Гіссарського ртутно-стибієвого поясу. Ртутна мінералізація гідротермального генезису. Найбільше — Кавнокське родовище.
Поліметали. Запаси свинцево-цинкових руд пов'язані з комплексними поліметалічними родовищами, поширеними по всій території Таджикистану. Основна частина розвіданих запасів зосереджена в Карамазарі (Карамазарська група родовищ). Родов. переважно скарнові. Рудні тіла — лінзи і стовпи з високим вмістом Pb, Zn і низьким Cu, Ag залягають в гірських породах девону. Головні рудні мінерали: ґаленіт, сфалерит і піротин, другорядні — халькопірит, ґаленобісмутит і інші. У Східному Карамазарі родовища гідротермальні з прожилково-вкрапленими, гніздовими і агрегативними рудами. Для Дарвазу характерні телетермальні родовища.
На території Таджикистану відоме родовище поліметалічних руд Великий Канімансур, запаси руд якого оцінюють в 990 млн т із загальним вмістом Ag 51,3 тис. т, Pb 3,2 млн т і Zn 3,9 млн т при середньому вмісті Ag 51,7 г/т, Pb і Zn 0,44 і 0,4%.
Стибій. За ресурсами стибію (10% світових) Таджикистан займає 2-е місце серед країн світу (після Китаю). За загальними запасами стибієвих руд Таджикистан займає 4-е місце в Азії (після Китаю, Росії і Таїланду, 1999). Родовища і вияви приурочені до Зеравшано-Гіссарського ртутно-стибієвого пояса. Більша частина — стратиформні пластові і лінзові поклади, пов'язані з брекчієвими джаспероїдами. Руди стибієві і ртутно-стибієві. Менше поширені гідротермальні жильні і штокверкові родовища. Загальні запаси Sb в надрах за категоріями А, В і С1 оцінюють в 290 тис. т, С2 — 233,5 тис. т і прогнозні — 510 тис. т [Mining J. — 1999. — 333, 8556].
Гірничохімічна сировина в Таджикистані представлена баритом, борними рудами, карбонатами (вапняки і доломіт), кам'яною сіллю, мінеральними пігментами, озокеритом, флюоритом, фосфоритом і інш. Найбільші родовище бариту зосереджені в Північному Таджикистані, і пов'язані з гідротермами в гранітоїдах верхнього палеозою. Промислове родовище борних руд контактово-метасоматичного походження виявлене на Памірі. Промислові концентрації бору виявлені у водоносних горизонтах Південно-Таджицької депресії. Значні запаси хімічно чистих вапняків і доломіту, придатних для виробництва соди, вапна, карбіду кальцію, металічного магнію, виявлені в Ісфарінському районі і в Південному Таджикистані. Карбонатні товщі девону і неогену досягають потужності понад 100 м. Сумарні промислові запаси п'яти розвіданих родовищ близько 1 млрд т, доломіт становить близько 1/3. Прогнозні запаси кам'яних солей перевищують 100 млрд т, розвідані становлять 4 млрд т. Родовища кам'яних солей є в багатьох районах, головним чином у Південно-Західному Таджикистані, невеликі родовища є на Памірі. Викопні осадові родовища пов'язані з юрською галогенною формацією (потужність до 2000 м). Розміри соляних куполів і пластових покладів, складених на 71,6-99,3% ґалітом, досягають 9 км². Перспективні також відклади соляних озер і підземні розсоли юрських водоносних горизонтів. Родовища мінеральних фарб-пігментів виявлені у Північному Таджикистані. Балансові запаси трьох розвіданих родовищ складають близько 500 тис. т. Родовища флюориту виявлені в багатьох районах Таджикистану, крім його південно-західної частини. Промислові родовища гідротермальні. Рудні тіла концентруються по зонах розломів і тріщин. Руди комплексні, флюорит-ґаленіт-сфалеритові, містять до 80% флюориту. Флюоритові родовища кальцит-баритового типу поширені на Памірі. На півночі країни запаси плавиковошпатового родовища Такоб оцінюють в 1,14 млн т з середнім вмістом флюориту 25% і Червоні Горби — 84 тис. т. Запаси фосфорних руд становлять близько 112 млн т.
Індустріальна сировина. Родовища азбесту зосереджені на південному сході Таджикистану. Рудні тіла локалізовані в серпентинітах пермі (прожилки хризотил-азбесту і амфібол-азбесту). Протяжність рудних зон 1800-4000 м, потужність до 750 м, вміст азбесту 5,93%. Вміст текстильних сортів 0,18%, довжина волокон до 80 мм. Родовища ісландського шпату, оптичних кварцу і кальциту виявлені в Центральному Таджикистані і на Памірі. Вони приурочені до гідротермальних жил в карбонатних породах палеозою. Родовище кварцових пісків є на півночі країни і приурочене до відкладів нижнього палеогену. Вміст в пісках SiO2 до 96,16%. Єдине промислове родовище озокериту знаходиться в Ісфарінському районі (Північно-Східний Таджикистан) і пов'язане з пісковиками і вапняками туркестанських шарів палеогену. Родовища талькових руд виявлені в Південно-Східному Таджикистані. Прогнозні запаси Мульводжського родовища тальку понад 1 млн т. З інш. видів індустріальної сировини виявлені родовища гіпсу, ангідриту і флогопіту.
Нерудні будівельні матеріали розвідані на 149 родовищах, зокрема є родовища цегельних глин, керамзиту, вапняків, скляних пісків, піщано-гравійних матеріалів, будівельного каменя, цементної сировини, представленої вапняками і суглинками, облицювальних каменів (мармурів, червоних гранітів, ґранодіоритів, габро і інш.) Виробні і дорогоцінні камені представлені родовищами кліногуміту, форстериту, благородної шпінелі, рубіну, скаполіту, ґранату, топазу, рубеліту, турмаліну, аквамарину. У горах Паміру і Дарвазу поширені гірський кришталь, онікс, офікальцит, серпентиніт, в Карамазарі — родовища бірюзи, обсидіану, аметисту і агату. Родовища лазуриту, бірюзи розробляються з глибокої старовини і мають світову популярність. Мінеральні води Таджикистану гідрохімічної групи без специфічних компонентів.